# P-tolueensulfonzuur
p-tolueensulfonzuur (soms ook tosylzuur genoemd en meestal afgekort als p-TsOH) is een sulfonzuur met als brutoformule C7H8O3S. Het is een witte vaste stof die goed oplosbaar is in water, alcoholen en sommige polaire organische oplosmiddelen (waaronder acetonitril). Het neemt spontaan water op en is stabiel als monohydraat. Dan neemt de stof een roze kleur aan en kan ze gemakkelijk klonteren.

## Synthese
p-tolueensulfonzuur wordt op industriële schaal bereid door de aromatische sulfonering van tolueen. Onzuiverheden kunnen verwijderd worden door omkristallisatie met geconcentreerd waterstofchloride, gevolgd door azeotrope droging met behulp van een industriële variatie van het Dean-Stark-apparaat.

## Eigenschappen
p-tolueensulfonzuur is een van de sterkste en belangrijkste organische zuren. Het is ongeveer een miljoen keer sterker dan benzoëzuur. In water bedraagt de pKa-waarde −2,8. Het heeft als voordeel tegenover de andere sterke zuren dat het een vaste stof is en dus gemakkelijk afgewogen kan worden. Bovendien is het niet-oxiderend, in tegenstelling tot anorganische zuren als zwavelzuur en salpeterzuur.
Zouten en esters van p-tolueensulfonzuur worden tosylaten genoemd. Tosylaten zijn dankbare functionele groepen in de organische chemie, aangezien het zeer goede leaving groupen alsook beschermende groepen zijn. Om een tosylaat als beschermende groep in te voeren wordt p-tolueensulfonzuur eerst via thionylchloride omgezet in p-tolueensulfonylchloride. Deze reactie verloopt meestal zonder ongewenste nevenreacties en bovendien ontsnapt zwaveldioxide als gas uit het reactiemengsel, wat het evenwicht van de reactie volledig naar rechts drijft.

## Toepassingen
Het zuur wordt veel gebruikt in de organische synthese als zure katalysator, waarbij het als voordeel heeft dat het goed oplosbaar is in bepaalde organische solventen. Enkele voorbeelden van toepassingen:
- Acetalisering van aldehyden[3]
- Verestering van carbonzuren[4]
- Omestering van esters[5]
- Bescherming van alcoholen met dihydropyraan
- Zure katalysator in de Fischer-indoolsynthese